# Inessa Kravets
Pour les articles homonymes, voir Kravets.
Inessa Mykolaïvna Kravets (en ukrainien : Інеса Миколаївна Кравець), née Chouliak (Шуляк) le 5 octobre 1966 à Dnipropetrovsk, est une athlète ukrainienne, pratiquant le triple saut et le saut en longueur. Elle a détenu le record du monde du triple saut du 10 août 1995 au 1er août 2021 avec une marque de 15,50 m établie à Göteborg.

## Biographie
Elle est suspendue trois mois pour dopage à l'éphédrine en 1993.
Le 10 août 1995, en finale des Championnats du monde à Göteborg, Inessa Kravets réalise un triple saut à 15,50 m, améliorant de 41 centimètres le précédent record du monde, détenu par la Russe Anna Birukova.
L'année suivante, elle devient la première championne olympique du triple saut aux Jeux d'Atlanta avec 15,33 m, record olympique qui tiendra jusqu'en 2008.
En 1997, Inessa Kravets se blesse aux muscles ischio-jambiers de la jambe gauche, qui est sa jambe d'appel.
En 2000, elle est à nouveau suspendue pour dopage.
En 2003, de retour de suspension, elle devient vice-championne du monde en salle à Birmingham au saut en longueur.
Elle met un terme à sa carrière à l'issue de la saison 2003. Elle vit désormais à Kiev en Ukraine, avec son mari et sa fille Dasha.
Au cours de sa carrière, elle passe 20 fois les 7 mètres dans des conditions régulières au saut en longueur, la première fois en 1988 et la dernière fois en 2000. Au triple saut, deux fois au-delà des 15 mètres, en 1995 et 1996.

## Palmarès
| Date | Compétition                    | Lieu       | Résultat | Épreuve     | Marque  |
| ---- | ------------------------------ | ---------- | -------- | ----------- | ------- |
| 1988 | Jeux olympiques                | Seoul      | 10e      | Longueur    | 6,46 m  |
| 1990 | Goodwill Games                 | Seattle    | 1re      | Longueur    | 6,93 m  |
| 1990 | Championnats d'Europe          | Split      | 6e       | Longueur    | 6,85 m  |
| 1991 | Championnats du monde en salle | Séville    | 4e       | Longueur    | 6,71 m  |
| 1991 | Championnats du monde en salle | Séville    | 1re      | Triple saut | 14,44 m |
| 1991 | Universiade                    | Sheffield  | 1re      | Longueur    | 6,87 m  |
| 1992 | Championnats d'Europe en salle | Gênes      | 4e       | Longueur    | 6,57 m  |
| 1992 | Championnats d'Europe en salle | Gênes      | 1re      | Triple saut | 14,15 m |
| 1992 | Jeux olympiques                | Barcelone  | 2e       | Longueur    | 7,12 m  |
| 1993 | Championnats du monde en salle | Toronto    | 3e       | Longueur    | 6,77 m  |
| 1993 | Championnats du monde en salle | Toronto    | 1re      | Triple saut | 14,47 m |
| 1994 | Championnats d'Europe en salle | Paris      | 3e       | Longueur    | 6,72 m  |
| 1994 | Championnats d'Europe en salle | Paris      | 6e       | Triple saut | 14,32 m |
| 1994 | Championnats d'Europe          | Helsinki   | 2e       | Longueur    | 6,99 m  |
| 1994 | Championnats d'Europe          | Helsinki   | 3e       | Triple saut | 14,67 m |
| 1994 | Coupe du monde des nations     | Londres    | 1re      | Longueur    | 7,00 m  |
| 1995 | Championnats du monde          | Göteborg   | 10e      | Longueur    | 6,57 m  |
| 1995 | Championnats du monde          | Göteborg   | 1re      | Triple saut | 15,50 m |
| 1995 | Finale mondiale                | Monaco     | 2e       | Triple saut | 14,59 m |
| 1996 | Jeux olympiques                | Atlanta    | 1re      | Triple saut | 15,33 m |
| 2003 | Championnats du monde en salle | Birmingham | 2e       | Longueur    | 6,72 m  |

## Records
| Épreuve          | Épreuve      | Marque  | Lieu     | Date             |
| ---------------- | ------------ | ------- | -------- | ---------------- |
| Saut en longueur | En plein air | 7,37 m  | Kiev     | 13 juin 1992     |
| Saut en longueur | En salle     | 7,09 m  | Moscou   | 1er février 1992 |
| Triple saut      | En plein air | 15,50 m | Göteborg | 10 août 1995     |
| Triple saut      | En salle     | 14,67 m | Moscou   | 27 janvier 1995  |